# Fátima Flórez
María Eugenia Florez (Olivos, 3 de fevereiro de 1978), conhecida profissionalmente como Fátima Flórez, é uma atriz e comediante argentina reconhecida com o Prêmio Martín Fierro pelo seu trabalho humorístico na TV.
Em 2023 separou-se de seu empresário e companheiro de duas décadas Norberto Marcos Berenstein (25 anos mais velho do que ela) e iniciou um relacionamento amoroso com o político e economista argentino Javier Milei. Em 12 de abril de 2024, o presidente da Argentina, Javier Milei, anunciou em um post em sua conta no X que encerrou seu relacionamento com a atriz.

## Prêmios
Durante sua carreira no teatro e na TV Fátima venceu três vezes o Prêmio Martín Fierro na categoria melhor peça humorística, em 2013 e 2015 pela participação em Periodismo para todos e em 2024 pela participação no reality de baile argentino Bailando 2023.